# Aryaman
Aryaman (sanscrito: अर्यमन्‌) è una delle più antiche divinità vediche. Il suo nome significa "amico", "partner", o "compagno". Nel Rigveda è il terzo figlio di Aditi, la madre degli Aditya, ed è raffigurato come il disco solare di metà mattina.
Aryaman è la divinità delle usanze, dei costumi e dell'ospitalità. È descritto come il protettore delle cavalle, e si dice che la Via Lattea (aryamṇáḥ pánthāḥ) sia il suo sentiero.  I giuramenti matrimoniali venivano somministrati con un'invocazione ad Aryaman come testimone dell'evento.
Nel Rigveda, Aryaman è comunemente invocato insieme a Varuna-Mitra, Bhaga, Bṛhaspati e altri Aditya e Asura. Secondo Griffith, il Rigveda suggerisce anche che Aryaman sia una divinità suprema insieme a Mitra e Varuna. A Indra, che è tradizionalmente considerato la divinità più importante del pantheon vedico, viene chiesto di ottenere doni da Aryaman.
È possibilmente connesso con la divinità avestica Airyaman.